# 伊東乾 (法学者)
伊東 乾（いとう すすむ、1922年5月24日 - 2016年?）は、日本の法学者（民事訴訟法）。慶應義塾大学名誉教授。
幼稚舎から大学まで慶應義塾に学ぶ。1960年「民事訴訟法研究」で法学博士（慶應義塾大学）の学位を取得。1948年４月慶應義塾大学法学部助教授、1953年４月教授、1986年定年、名誉教授。日本民事訴訟法学会の設立メンバー。

## 著書
- 『民事訴訟法』（慶應通信）1959
- 『民事訴訟法研究』（慶應義塾大学法学研究会）1959　のち酒井書店
- 『民事訴訟法の基礎理論』（日本評論社）1972
- 『原典による法学の歩み』（講談社）1974
- 『弁論主義』（学陽書房）1975
- 『法学の底の底 幸福論、友への手紙』慈学社出版 2006

### 共編
- 『入門法律学辞典』手塚豊共編 泉文堂 1955
- 『入門法律学辞典』増訂版 手塚豊,新田敏共編 泉文堂 1964
- 『演習法律学大系 12　演習破産法』斎藤秀夫共編 青林書院新社 1973
- 『注解非訟事件手続法 借地非訟事件手続規則』三井哲夫共編 青林書院 1986 注解民事手続法
- 『原典による法学の歩み』編著　信山社出版 1998

### 記念論文集
- 『民事訴訟の理論と実践 伊東乾教授古稀記念論文集』慶応通信 1991
- 『現時法学の理論と実践 伊東乾教授喜寿記念論文集』慶応義塾大学出版 2000